# Distrito de Ungava

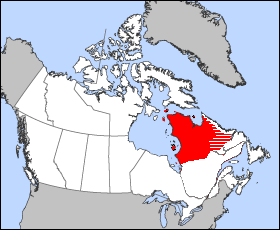
Distrito de Ungava, 1898-1912, colocado por cima de um mapa atual do Canadá.

O Distrito de Ungava foi um distrito administrativo regional dos Territórios do Noroeste do Canadá, de 1895 a 1912. Cobria a porção norte do atual Quebéc, o interior de Labrador e as ilhas ao oeste e norte, as quais agora são partes de Nunavut.